# Фиесе
Фиесе је насеље у Италији у округу Бреша, региону Ломбардија.
Према процени из 2011. у насељу је живело 1585 становника. Насеље се налази на надморској висини од 41 м.

## Становништво
| 1951. | 1961. | 1971. | 1981. | 1991. | 2001. | 2011. |
| ----- | ----- | ----- | ----- | ----- | ----- | ----- |
| 2.555 | 2.117 | 1.842 | 1.794 | 1.758 | 1.931 | 2.175 |